# Толмачёва, Анастасия Олеговна
Анастасия Олеговна Толмачёва (29 сентября 1995, Муромцево, Омская область) — российская и румынская биатлонистка, призёр чемпионата России. Мастер спорта России (2013).

## Биография
Занимается биатлоном с 2008 года. Представляла Омскую область, позднее перешла в команду Тюменской области. Тренеры (в Омской области) — Толмачёва Елена Михайловна, Панков Евгений Анатольевич, в Тюменской области — Д. А. Колыванов, Виктор Владимирович Юрлов.
В 2013 году принимала участие в Европейском юношеском олимпийском фестивале в Брашове, стала пятой в индивидуальной гонке и 22-й — в спринте.
На чемпионате России 2017 года стала обладательницей двух бронзовых медалей — в суперспринте и марафоне.
Учится в Омской академии МВД России.  В 2018 году выразила желание выступать за Молдавию, но получила отказ.
23 августа 2020 года стало известно, что Толмачева, наряду с Еленой Чирковой и Анатолием Оськиным, будет представлять Румынию. Включена в основной состав сборной Румынии.